# Internet socket
Een internet socket is het Engelse woord voor een communicatie-eindpunt in een netwerk dat op het internetprotocol gebaseerd is. De socket wordt geïdentificeerd door de combinatie van het IP-adres en de poortnummer, gescheiden door een deelteken (bijvoorbeeld 127.0.0.1:80 (loopback adres en http-poort)). Deze unieke combinatie wordt ook wel het socketadres genoemd.
Elk programma dat wil communiceren via het netwerk maakt een socket aan. Aan de serverzijde worden hiervoor voorgedefinieerde poortnummers gebruikt. De client kiest zelf een willekeurig poortnummer (boven 1023) dat nog niet in gebruik is.
Bekende typen internet sockets zijn: 
- datagram socket
  - Een datagram socket is een type socket waarmee datagrammen verzonden of ontvangen kunnen worden zonder eerst een verbinding op te zetten. Binnen het internet is het User Datagram Protocol, waar protocollen zoals TFTP en DNS gebruik van maken, een goed voorbeeld van het gebruik van datagram sockets. Datagram sockets zijn onbetrouwbaarder dan stream sockets, maar wel sneller.
- stream socket
  - Een stream socket is een type socket waarmee een betrouwbare bytestroom tussen hosts kan worden opgezet. Bekende implementaties van stream sockets zijn het Transmission Control Protocol en Stream Control Transmission Protocol.